# Energiestofwisselingsziekte
Energiestofwisselingsziekten, of mitochondriële ziekten, is een algemene term voor de groep ziekten met een defect in de mitochondriën. . Als groep behoren ze tot de meest frequent voorkomende stofwisselingsziekten. De incidentie wordt geschat op 1:5.000 levend geborenen per jaar.
Mitochondriële ziekten zijn erfelijk, dat wil zeggen dat het defect in de mitochondriën veroorzaakt wordt door een afwijking in het mitochondriaal DNA. De ziekten manifesteren zich vooral op zeer jonge leeftijd maar met een milde vorm kunnen de klachten op latere leeftijd komen. Het zijn chronische en meestal progressieve ziekten, de ziekte kan stabiel blijven maar er is veelal sprake van geleidelijke of snelle achteruitgang. Van de patiënten wordt 50% niet ouder dan 10 jaar, slechts 25% haalt de volwassen leeftijd.
Er is nog geen medicijn om energiestofwisselingsziekten te stoppen of te genezen. 

## Klachten
Het defect in de mitochondriën zorgt voor een verminderde aanmaak van energie in de lichaamscellen. Het tekort aan energie kan in de verschillende organen in het lichaam gevolgen hebben. De klachten zijn per patiënt verschillend en kunnen variëren van mild tot zeer ernstig. De volgende klachten kunnen bij de ziekte tot uiting komen.
- spierzwakte
- spierkrampen
- vermoeidheidsklachten
- migraine
- slikproblemen
- kleine lengte
- epilepsie
- oogklachten (onder andere slecht zien, staar, oogbewegingsstoornissen)
- verminderd gehoor
- hartproblemen (onder andere ritmestoornis, hartspierafwijking)
- problemen met de lever
- ontwikkelingsachterstand
- darmklachten (onder andere chronische diarree, verminderde motiliteit)
- nierproblemen

## Voorbeelden van energiestofwisselingsziekten
- Syndroom van Leigh
- Syndroom van Kearns-Sayre
- Syndroom van Alpers-Huttenlocher
- MERFF
- MELAS
- PEO
- OXPHOS-defect
- Complex I deficiëntie
- Complex II deficiëntie
- Complex III deficiëntie
- Complex IV deficiëntie
- Complex V deficiëntie
- Cytochroom-C-oxidase deficiëntie
- Defecten in de oxidatieve fosforylering
- Mitochondriële cytopathie
- Mitochondriële myopathie
- Mitochondriële encefalomyopathie

## Onderzoek
In het UMC St Radboud te Nijmegen wordt onderzoek gedaan naar een medicijn. Het team van prof. dr. Jan Smeitink is leider in het onderzoek op internationaal niveau. Het team wordt gesteund door de stichting Energy4All.